# Liste der Naturdenkmale in Neichen
Die Liste der Naturdenkmale in Neichen nennt die im Gemeindegebiet von Neichen ausgewiesenen Naturdenkmale (Stand 4. Juni 2024).

## Naturdenkmale
| Nr.         | Bezeichnung | Lage                                           | Beschreibung                                                                                    | Bild                                    |
| ----------- | ----------- | ---------------------------------------------- | ----------------------------------------------------------------------------------------------- | --------------------------------------- |
| ND-7233-173 | Alte Eiche  | südwestlich des Ortes; Flur Bei der Mühle Lage | Quercus robur, um 1600 gekeimt, 20 m hoch bei 3,6 m Brusthöhenumfang und 25 m Kronendurchmesser | Direkt Bild zu diesem Denkmal hochladen |